# Pieczęć stanowa Teksasu

Pieczęć stanowa Teksasu

Pieczęć stanowa Teksasu została uchwalona w 1845 roku w konstytucji stanowej. Wzorowano się na projekcie pieczęci Republiki Teksasu. Gwiazda przywodzi na myśl nieoficjalny przydomek: Stan samotnej gwiazdy. Jej kolor nawiązuje do obowiązującej w latach 1836–1839 flagi (na niebieskim płacie złota gwiazda). Otaczają ją gałązka oliwna i gałąź dębu.

## Historia

Pierwsza Wielka Pieczęć Republiki 1836–1839
Druga Wielka Pieczęć Republiki 1839–1845
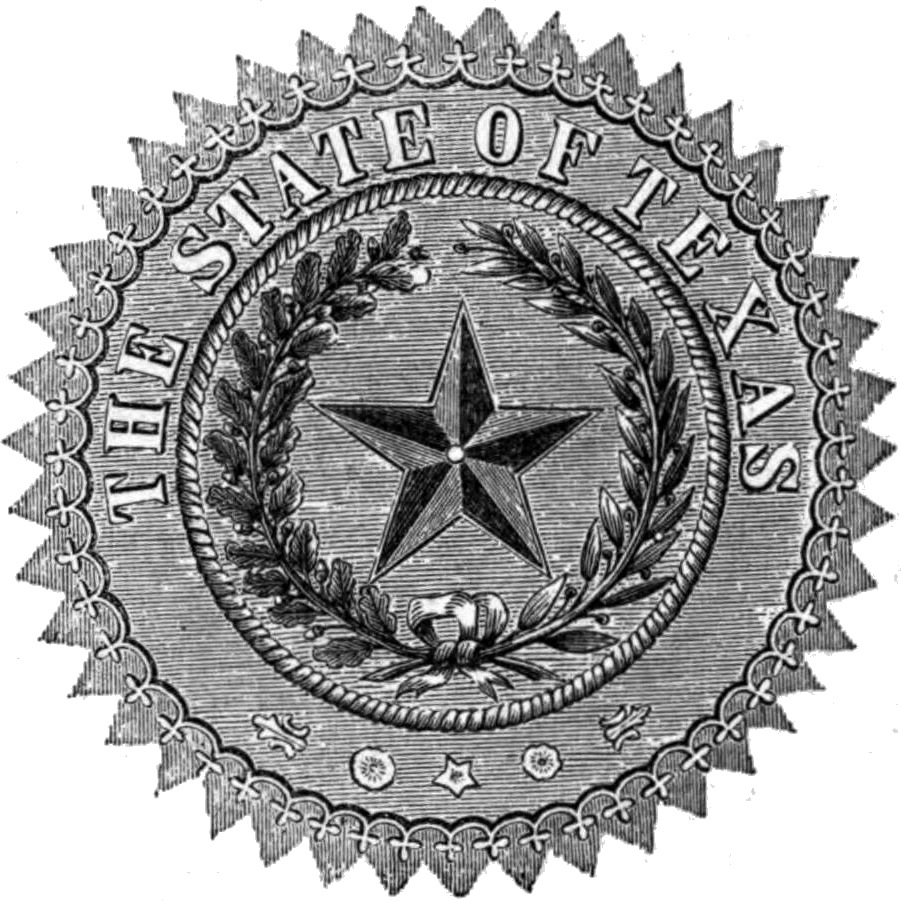
Pieczęć stanu Teksas 1879
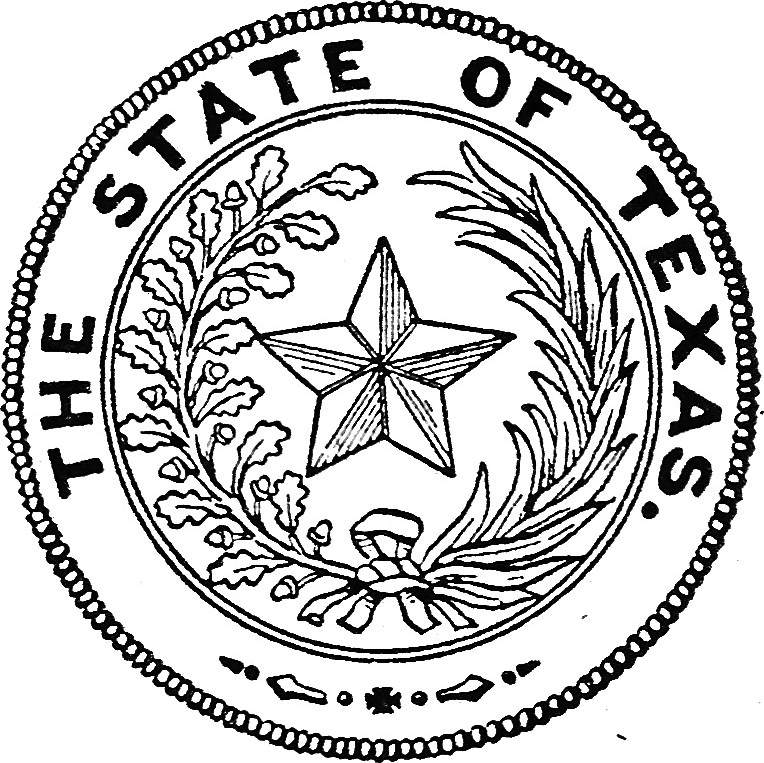
Pieczęć stanu Teksas 1909

## Pieczęcie urzędów stanu Teksas

Pieczęć gubernatora
Pieczęć zastępcy gubernatora
Pieczęć Senatu stanowego
Pieczęć stanowej Izby Reprezentantów
Pieczęć przewodniczącego stanowej Izby Reprezentantów

## Herb Teksasu

Herb Teksasu

Herb Teksasu, na tradycyjnej tarczy heraldycznej

Z powodu ogłoszenia niepodległości od Meksyku w 1836 roku, nowa Republika Teksasu potrzebowała własnych emblematów narodowych. „Samotna” gwiazda była wspólnym symbolem ruchu niepodległościowego, występującym w różnych flagach. Kongres Republiki przyjął ustawodawstwo 25 stycznia 1839, które ustanowiło oficjalne symbole republiki, w tym flagę, która nadal jest używana jako flaga stanowa Teksasu, wielką pieczęć i herb, z których wszystkie posiadają samotną gwiazdę. Po przystąpieniu do Stanów Zjednoczonych w 1845 Teksas zachował swoją flagę narodową i pieczęć jako symbole nowego stanu, ale nie było żadnych przepisów dotyczących herbu państwowego.